# Путрамент, Ежи
Е́жи Путра́мент (пол. Jerzy Putrament, 14 ноября 1910, Минск — 23 июня 1986, Варшава) — польский писатель, поэт, публицист, политический деятель, депутат Сейма Польской Народной Республики.

## Биография
Родился в Минске. Учился в гимназии Святого Казимира в Новой Вильне, где на его ранние поэтические опыты обратил внимание учитель польского языка и литературы Ежи Вышомирский, критик и журналист. Окончил филологический факультет виленского Университета Стефана Батория (1934). Вначале охваченный националистической эйфорией, затем перешёл на коммунистические позиции.
Участвовал в деятельности литературной группы „Żagary“ («Жагары»); его поэтический дебют состоялся в 1932 году. Под влиянием Манфреда Кридля написал новаторскую литературоведческую работу о структуре новелл Болеслава Пруса („Struktura nowel Prusa“, 1936).
Во время Второй мировой войны был одним из организаторов Союза польских патриотов в СССР и Первой армии Войска Польского. Был офицером 1-й пехотной дивизии им. Т. Костюшко, несколько раз печатался в журнале «Nowe Widnokręgi».
После войны жил в Варшаве, активно поддерживал политику коммунистической власти. Состоял членом Польской рабочей партии с 1944 года, с 1948 – членом ПОРП; член ЦК ПОРП (с 1964 года). Был послом Польской Народной Республики в Швейцарии (1945–1947) и Франции (1947–1950).
В 1954–1957 и 1963–1973 годах был председателем Шахматного союза, в 1955–1968 годах – литературным руководителем творческого кинематографического объединения «Старт». Занимал посты председателя и вице-председателя в правлении Союза польских писателей.
В 1966–1971 годах был редактором „Miesięcznik Literacki“ («Литературного ежемесячника»), затем в 1972–1981 годах – главным редактором литературно-общественного еженедельника „Literatura“ («Литература»). В 1981 году состоял в Комиссии Грабского по расследованию партийной коррупции.

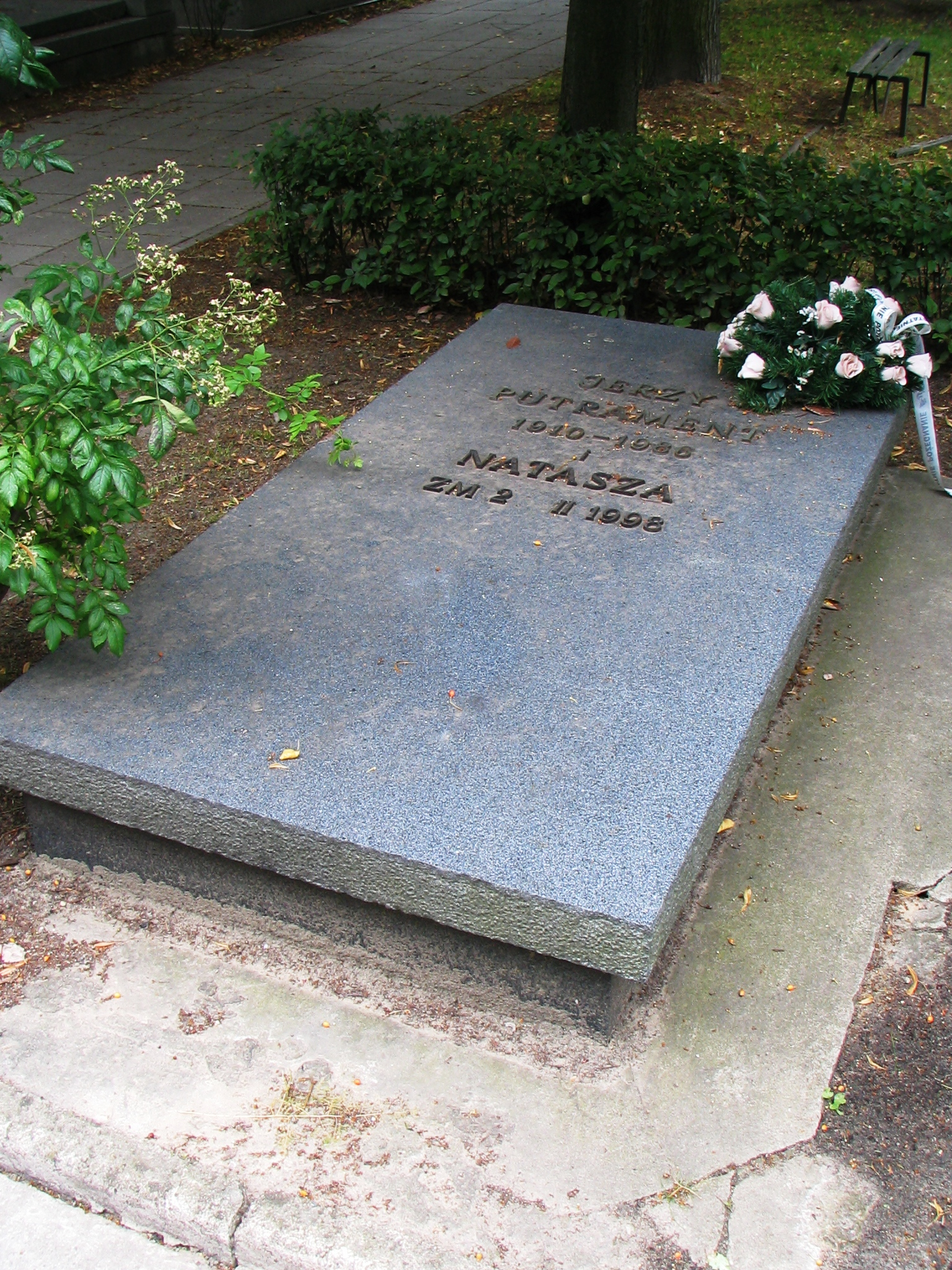
Надгробная плита на варшавском кладбище Воинское Повонзки

Был женат на Анастасии (Наташе Легздинг) Путрамент (1922–1998), имел сына Константы (1949–2006).

## Литературная деятельность
Печатался с 1932 года. Автор романов «Действительность» (1947), «Сентябрь» (о событиях начала Второй мировой войны; 1951), «Перепутье» (1954), «Ноев ковчег» (1961), «Пасынки» (1963), «Маловерные» (1967), «Дикий кабан» (1967), «Пуща» (1966), «Болдын» (1969). Выступал также как новеллист (сборник «Святая пуля», 1946). Выпустил несколько сборников публицистики, очерков, фельетонов и репортажей о зарубежных путешествиях («Два глотка Америки», «На дорогах Индии» и другие). Увлечение рыбалкой отразилось в сборниках „Z wędką przez trzy kontynenty“ (1968) и „Balet boleni“ (1974). Романы «Сентябрь» и «Пуща», рассказы и повести, отдельные стихотворения Путрамента переводились на русский и другие языки.
Является одним из персонажей эссе «Порабощенный разум», написанного в 1953 году Чеславом Милошем, польским поэтом и эссеистом, лауреатом Нобелевской премии по литературе 1980 года.

## Награды и звания
Государственные премии Польской Народной Республики (1953, 1955, 1964). Награждён орденом Строителей Народной Польши (1974).

## Сочинения

### Поэзия
- Wczoraj powrót (1934)
- Droga leśna (1937)
- Wojna i wiosna (1944)
- Wiersze wybrane (1951)

### Проза
- Święta kulo (1946)
- Rzeczywistość (1947)
- Wrzesień (1952)
- Notatnik chiński (1952)
- Od Wołgi do Wisły (1953)
- Rozstaje (1954)
- Trzy powroty (1955)
- Notatki polemiczne (1956)
- Dwa łyki Ameryki (1956)
- Wakacje (1956)
- Wypadek w Krasnymstawie (1957)
- Trzynasty z Wesołka (1957)
- Strachy w Biesalu (1958)
- Kronika obyczajów (1959)
- Fiołki z Neapolu (1959)
- Arka Noego (1961)
- Arkadia (1961)
- Chińszczyzna (1961)
- Pół wieku t. I—VII (1961—1980)
- Cztery strony świata (1963)
- Pasierbowie (1963)
- Odyniec (1964)
- Puszcza (1966)
- Małowierni (1967)
- Na drogach Indii (1967)
- Bołdyn (1969)